# Avdala
Avdala är en småort i sydvästra Västmanland, inom Örebro kommun. Folkmängden var 82 personer vid avstämningen 2010.